# Puente norte

Un típico de puente norte y puente sur. Diagrama de la comunicación entre componentes de un sistema de cómputo

El puente norte (en inglés northbridge) es el circuito integrado  del conjunto de chips (Chipset) que constituye el corazón de la placa base. Recibía el nombre por situarse en la parte superior de las placas base con formato ATX y por tanto no es un término utilizado antes de la aparición de este formato para computadoras de escritorio. También es conocido como MCH (concentrador controlador de memoria) en sistemas Intel y GMCH si incluye el controlador del sistema gráfico.
Es el chip que controla las funciones de acceso desde y hasta microprocesador, AGP o PCI-Express, memoria RAM, vídeo integrado (dependiendo de la placa) y Southbridge. Su función principal es la de controlar el funcionamiento del bus del procesador, la memoria y el puerto AGP o PCI-Express. De esa forma, sirve de conexión (de ahí su denominación de "puente") entre la placa madre y los principales componentes del PC: microprocesador, memoria RAM y tarjeta de vídeo AGP O PCI Express. Generalmente, las grandes innovaciones tecnológicas, como el soporte de memoria DDR o nuevos FSB, se implementan en este chip. Es decir, el soporte que tenga una placa madre para determinado tipo de microprocesadores, memorias RAM o placas AGP estará limitado por las capacidades del Northbridge de que disponga
La tecnología de fabricación de un Northbridge es muy avanzada, y su complejidad, comparable a la de un microprocesador moderno. Por ejemplo, en un Chipset, el Northbridge debe encargarse de soportar el bus frontal de alta velocidad que lo conecta con el procesador. Si pensamos en el bus de 400 MHz utilizado por ejemplo en el último Athlon XP, y el de 800 MHz del Intel Prescott, nos damos cuenta de que es una tarea bastante exigente. Además en algunas placas tienen un adaptador de vídeo integrado lo que le añade trabajo al sistema. Debido a esto, la mayoría de los fabricantes de placas madres colocan un disipador (a veces con un ventilador) encima del Northbridge para mantenerlo bien refrigerado.
Antiguamente, el Northbridge estaba compuesto por tres controladores principales: memoria RAM, puerto AGP o PCI Express y bus PCI. Hoy en día, el controlador PCI se inserta directamente en el Southbridge ("puente sur"), y en algunas arquitecturas más nuevas el controlador de memoria se encuentra integrado en el procesador; este es el caso de los Athlon 64 o los Intel i7.
Los puentes norte tienen un bus de datos de 64 bit en la arquitectura X86 y funcionan en frecuencias que van desde los 66 MHz de las primeras placas que lo integraban en 1998 hasta 5 GHz de los modelos actuales de SiS para procesadores AMD64